# K virtual machine
La máquina virtual K (en inglés K virtual machine, KVM) es una máquina virtual desarrollada por Sun Microsystems (actualmente propiedad de Oracle) a partir de una versión simplificada de la máquina virtual Java.
KVM es la máquina virtual que sirve de base a Java ME (Java Micro Edition), una plataforma enfocada al desarrollo e implantación de aplicaciones Java para pequeños dispositivos como teléfonos móviles, PDA, etc. Sobre la KVM se constituye una serie de clases genéricas, organizadas en dos perfiles según las prestaciones del dispositivo final. Por ej. para teléfonos móviles suele utilizarse una configuración CLDC (Connected Limited Device Configuration) con el perfil MIDP (Mobile Information Device Profile).
La máquina virtual K, desarrollada enteramente en lenguaje C, está optimizada para poder operar en dispositivos ligeros, de potencia y memoria reducidas. Por esta razón, incorpora sólo una pequeña parte de las características que soporta la JVM. Así, la KVM no ofrecería operaciones de coma flotante, ni tampoco funciones de liberación automática de memoria.
La K de KVM hace referencia a kilobyte, para dar a entender que la KVM requiere para su funcionamiento del orden de unos cuantos kilobytes de memoria, en lugar de megabytes.